# مجلة النفائس العصرية
النفائس العصرية، هي مجلة فلسطينية، نصف شهريّة بدأت بالصدور عام 1908م في القدس وتحوّلت المجلة في السّنة الثّانية (1909/1910) إلى مجلة شهريّة، وطبعت في المطبعة "الأدبيّة" في بيروت. في البداية كان عدد الصفحات: 30 صفحة للأعداد الأولى من المجلة ثم زادت إلى 60 صفحة.
وكحال بقية الدوريات، فقد توقّفت المجلة عن الصدور عند اندلاع الحرب العالميّة الأولى، وصدر العدد الأخير في تشرين الأول 1914. استأنف بيدس إصدار  المجلة بعد دخول القوّات البريطانيّة للقدس، وصدر العدد الأول في 26 تموز 1919  (السنة السابعة، العدد الأول) كمجلة أسبوعية حتى العدد 6 (30 آب 1919).  وبدءًا من السّنة السّابعة (15 أيلول 1919) صدرت مرّتين في الشّهر. واحتجبت نهائيّا عام 1923م.
صاحب المجلة الفلسطينيّ الارثوذوكسيّ خليل بيدس من مواليد الناصرة 1874م. (2)
مؤسس المجلّة
تعتبر مجلة النّفائس من أهم وأجود المجلّات الأدبيّة التي صدرت بالعربيّة في العهدين العثمانيّ والانتدابيّ. أسّسها الأديب والصحافيّ خليل إبراهيم خليف المشهور بكنيته "بيدس" (الناصرة 1874- بيروت 1949)، خريج المعهد الاكليريكيّ الأرثوذكسيّ الروسيّ في الناصرة (1886-1892). اشتغل في سلك التّدريس، ولاحقًا عيّن كمدير عام للمدارس الروسيّة في فلسطين وسوريّة (في سنة 1908)، واستمرّ إلى جانب ذلك في التّدريس في المدرسة الأرثوذكسيّة في حيفا. يعتبر بيدس رائد الروايّة والقصّة العربيّة في البلاد. كما ويعتبر رائد الترجمة لا سيما من الروسية إلى العربية (ومن العربية إلى الروسية)، إذ ترجم في وقت مبكّر أعمالاً إبداعيّة مثل روائع تولستوي، إضافة إلى إصداره العديد من الأعمال الأدبيّة وكتب حول مواضيع تاريخيّة ولغويّة مختلفة وألّف كتب تدريس من مجالات عديدة، كما ونشر يومياته في السجن (حديث السجون) حيث وصف تجاربه في السّجون والاعتقالات في ظلّ السّلطات الانتدابيّة في القدس.(1)
تطور المجلة
صدر العدد الأول من المجلة بعد تحوّلها إلى مجلة أسبوعيّة في مطلع تشرين الثّاني 1908. وبدءًا من العدد الثّاني (8 تشرين الثّاني 1908) وحتى العدد 9 (27 كانون الأوّل 1908) طبعت المجلة في "المطبعة الوطنيّة" في حيفا. وبدءًا من العدد 10 (1 كانون الثاني 1909) صدرت مرّتين في الشّهر مع مضاعفة الصفحات واستبدل اسمها لتصبح النّفائس العصريّة، وذلك في أعقاب صدور مجلة تحمل نفس الاسم النّفائس على يد صحافيّ لبنانيّ (أنيس عيد الخوري) في بيروت على ما يبدو - وحتى العدد 29 (تشرين الأول 1909) طبعت الأعداد في مطبعة "دار الأيتام السوريّة" الواقعة بمحاذاة مدرسة شنلر في القدس. تحوّلت المجلة في السنة الثانية (1909/1910) إلى مجلة شهرية، وطبعت في المطبعة "الأدبية" في بيروت. وبدءًا من السنة الثالثة وحتى السنة السادسة عدد تشرين الأول 1914 استمرت بالصدور كمجلة شهرية وطبعت في القدس. وكحال بقية الدوريات، فقد توقّفت المجلة عن الصدور عند اندلاع الحرب العالميّة الأولى، وصدر العدد الأخير في تشرين الأول 1914. استأنف بيدس إصدار المجلة بعد دخول القوّات البريطانيّة، وصدر العدد الأوّل في 26 تموز 1919 (السنة السّابعة، العدد الأوّل) كمجلة أسبوعية حتى العدد 6 (30 آب 1919). وبدءًا من السنة السابعة (15 أيلول 1919) صدرت مرّتين في الشّهر. منذ لحظة صدور العدد الأول للمجلة حقّقت نجاحا باهرا إذ نجح بيدس في تأسيس مجلة أدبيّة راقية وعزّز الخطاب الأدبيّ في البلاد العربيّة وخاصة في سورية ولبنان والأردن ومصر. كما وصلت أعداد المجلة إلى البلاد الأوروبيّة والولايات المتّحدة. واستقطبت المجلة أقلام العديد من المثقّفين والأدباء والشّعراء والمربين المشهورين، وعلى رأسهم:
- إسعاف النشاشيبي (القدس 1882- القاهرة 1948)
- خليل السكاكيني (القدس 1878 - القدس 1953)
- علي الريماوي (بيت ريما في منطقة رام الله 1860 - القدس 1919)
- إسكندر الخوري البيتجالي (بيت جالا 1888- بيت جالا 1973)

توقّفت المجلة عن الصدور بصورة نهائية في سنة 1924 (ووفق مصادر أخرى في سنة 1923).